# Renat Nelli
Renat Nelli o René Nelli(Carcassona, 20 de febrer de 1906 – 11 de març de 1982) fou un poeta, filòsof, historiador i escriptor occità, que es feu famós per la seva contribució als estudis de la cultura occitana i particularment del catarisme.
Durant la França de Vichy col·laborà amb la Resistència i el 1945 fou un dels fundadors de l'Institut d'Estudis Occitans, participà amb Joë Bousquet en la redacció del número especial dels "Cahiers du Sud", dedicat a Le génie d'oc et l'homme méditerranéen (1943), on hom troba les tres direccions de la seva obra: edició i traducció de poetes occitans medievals, poemes personals —pròxims a Paul Valéry— i tasca crítica (Fragment d'une métaphysique d'oc).
Paral·lelament, va investigar i va escriure nombroses obres i estudis sobre heretgies de l'Edat mitjana al Miègjorn o Midi i sobre el catarisme, contrastant literatura especulativa i sensacionalista escrita fins al moment que perjudicava els estudis rigorosos sobre aquest aspecte social i històric. Com per a Fernand Niel o d'altres investigadors sobre aquesta temàtica, va ser fonamental la seva relació amb Déodat Roché.
També va fundar, l'any 1981, el Centre national d'études cathares, renomenat més tard com a Centre d'études cathares-René Nelli.
Els seus reculls poètics són d'escriptura densa i temàtica sensual, recuperen la tradició mística i eroticopoètica dels trobadors. Posteriorment es dedicà a la prosa i al teatre.

## Obres
En occità
- Entre l'espèr e l'abséncia (1942)
- Arma de vertat (1952)
- Vespèr e la luna dels fraisses (1962)
- Beatrís de Planissòlas (1972) (teatre)
- Istòri secrèto dóu Lengadò (1978)

En francès
- Le Languedoc et le Comté de Foix, le Roussillon, Paris, Gallimard, 1958
- Écritures cathares. La Cène secrète : Le Livre des deux principes : Traité cathare : Le Rituel occitan : Le Rituel latin : textes précathares et cathares présentés, traduits et commentés avec une introduction sur les origines et l'esprit du catharisme, 1959 (Monaco, éd. du Rocher, 1994 : recull de texts càtars)
- L'érotique des troubadours, Toulouse, Privat, 1963
- Le Roman de Flamenca, un art d'aimer occitanien au XIIIe siècle, Toulouse, Institut d'études occitanes, 1966
- Le musée du Catharisme, Toulouse, Privat, 1966
- Dictionnaire des hérésies et des mouvements hétérodoxes ou indépendants apparus dans le midi de la France depuis l'établissement du christianisme, Toulouse, Privat, 1968.
- La vie quotidienne des Cathares du Languedoc au XIIIe siècle, Paris, Hachette, 1969.
- Des Cathares du Languedoc au XIIIe siècle, Paris, Hachette, 1969.
- Les Cathares, Marabout université, 1972.
- La philosophie du catharisme, Paris, Payot, 1975.
- Le Phénomène cathare - perspectives philosophiques et morales, Toulouse, Privat, 1988.
- Les Grands arcanes de l'hermétisme occidental, Monaco, éd. du Rocher, 1991.